# 우선명
우선명(영어: preferred IUPAC name, PIN)은 화합물 명명법에서 화학 물질에 부여된 고유한 이름이며, IUPAC 명명법에 의해 생성된 가능한 이름들 중에서 우선되는 이름이다. IUPAC 우선명 또는 우선 IUPAC 명이라고도 한다. 우선명은 고유한 이름을 결정하는 것이 중요한 상황에서 여러 가능성들 중 선택하기 위한 일련의 규칙을 제공한다. 이것은 법적 및 규제 상황에서 사용하기 위한 것이다.

## 같이 보기
- IUPAC 명명법